# Hibito-Cholón-Sprachen
Hibito-Cholón ist der Name einer indigenen südamerikanischen Sprachfamilie, die nur aus den beiden Einzelsprachen Hibito und Cholón besteht. Diese wurden beide in Peru gesprochen und sind heute ausgestorben.
Das Hibito (auch: Jibito) war am Fluss Quebrada Bobonaje, einem Zufluss des Río Huayabamba, verbreitet. Das Cholón, das im Tal des Río Huallaga gesprochen wurde, starb erst im Jahre 2000 aus, als die Sprecher vollständig zur lokalen Varietät des Quechua übergegangen waren.
Die Sprachcodes nach ISO 639-3 sind [hib] bzw. [cht].

## Sprachliche Charakteristik
Die freien Personalpronomen des Cholón lauten wie folgt (aus Alexander-Bakkerus 2005, S. 158):
| Person      | Singular | Plural   |
| ----------- | -------- | -------- |
| 1.          | ok       | ki-ha    |
| 2. maskulin | mi       | mi-na-ha |
| 2. feminin  | pi       | mi-na-ha |
| 3.          | sa       | či-ha    |